# Vanda bensonii
Vanda bensonii Bateman, 1866 è una pianta della famiglia delle Orchidacee originaria dell'Asia Sud-Orientale.

## Descrizione
È un'orchidea di taglia medio-piccola che cresce su alberi di latifoglie in ambiente caldo. Presenta un fusto eretto, a crescita monopodiale, ricoperto, nella parte bassa di foglie alternate, coriacee, di forma ovato-lanceolata, asimmetricamente duplicate all'apice. La fioritura avviene solitamente in primavera, ma può verificarsi occasionalmente in qualsiasi periodo dell'anno, su un'infiorescenza ascellare eretta, racemosa, lunga fino a 45 centimetri, portante molti fiori, da 10 fino a 20. Questi sono grandi in media 5 centimetri, profumati, spessi, con petali e sepali di forma ovale, giallo-verdastri maculati di marroncino e col labello bilobato, di colore che varia dal bianco al rosa.

## Distribuzione e habitat
La specie è diffusa ello stato indiano di Assam, in Myanmar e in Thailandia.
Cresce epifita su boschi di latifoglie a bassa quota.

## Coltivazione
Questa pianta richiede temperature alte ed esposizione a luce intensa. Innaffiature frequenti durante la fioritura, da sospendere nella fase di riposo, quando anche la temperatura dev'essere rinfrescata.